# Grou et Michel
Pour les articles homonymes, voir Grou (homonymie) et Michel.
 (février 2009).
Si vous disposez d'ouvrages ou d'articles de référence ou si vous connaissez des sites web de qualité traitant du thème abordé ici, merci de compléter l'article en donnant les références utiles à sa vérifiabilité et en les liant à la section « Notes et références ».
La société Grou et Michel est une société de commerce maritime créée en 1748 par des armateurs nantais, une des plus importantes sociétés françaises de négoce aux premiers temps de l'expansion coloniale appuyé sur la traite des noirs.

## Historique
Créée le 9 juillet 1748 par Jean-Baptiste Grou, Gabriel et François-Augustin Michel, elle s'associe la même année avec d'autres sociétés pour former la Compagnie de Guinée, dirigée par le financier parisien Antoine Crozat, au capital de 2,4 millions de livres. Parmi ses financiers, on trouve Charles-Claude-Ange Dupleix, fermier général, frère de Joseph François Dupleix (1697-1763), gouverneur général des comptoirs français en Inde. Il apporte la somme de 560 000 livres.
La Société Grou et Michel est contrôlée par la famille parisienne de Jean-Baptiste Grou père. Celui-ci est arrivé à Nantes en 1689, un an après la Glorieuse Révolution britannique et l'émigration en France de Jacques II, le roi renversé.
Avec la Société d'Angola, contrôlée par Antoine Walsh, un jacobite proche de Jacques II qui a pour but de pratiquer la traite négrière le long de la côte du même nom, dotée d’un capital de 2 millions de livres, et qui contrôle seule 28 % de tous les armements négriers de Nantes, c'est la moitié de la traite négrière qui est entre les mains des deux premiers armateurs nantais au milieu du XVIIIe siècle, époque où la colonie de Saint-Domingue prend son plein essor.
Afin d'éviter l’affrontement, les deux Compagnies décident de se partager à parts égales le droit exclusif de ventes des Noirs traités au Sénégal. L’accord intervient en septembre 1750.
Des liens familiaux et amicaux unissent les deux familles. Ainsi Guillaume Grou, fils de Jean-Baptiste, a épousé en 1741, Anne O’Shiell, d'une autre famille d'Irlandais de Nantes, devenant ainsi le beau-frère de son ami Antoine Walsh, époux de Marie O'Shiell. Guillaume Grou prend aussi des parts dans les bateaux d'un autre négociant nantais, René Bertrand de la Clauserie, fils d'une veuve de la famille Montaudouin autre grande famille de négociants de la ville.
Guillaume Grou arme son premier navire négrier en 1748 et organise onze expéditions de traite entre 1748 et 1763.